# Verwaltungsgemeinschaft (Bayern)
Verwaltungsgemeinschaften in Bayern sind interkommunale Kooperationen benachbarter kreisangehöriger Gemeinden in Form von Körperschaften des öffentlichen Rechts.

## Geschichte
Die Verwaltungsgemeinschaften wurden in Bayern im Rahmen des Ersten Gesetzes zur Stärkung der kommunalen Selbstverwaltung vom 27. Juli 1971 eingeführt, das Teil der Gebietsreform in Bayern war. Dieses Gesetz erhielt durch Bekanntmachung vom 25. September 1979 (GVBl S. 313) die Überschrift „Verwaltungsgemeinschaftsordnung für den Freistaat Bayern (VGemO)“.
Die erste Verwaltungsgemeinschaft Bayerns wurde zum 1. April 1973 in Fischen im Allgäu gegründet, die Verwaltungsgemeinschaft Neustadt an der Waldnaab folgte am 1. Juli 1973. Die Verwaltungsgemeinschaft Nabburg nahm am 1. Januar 1974 ihren Betrieb auf.
Am 30. Juni 2008 gab es in Bayern 313 Verwaltungsgemeinschaften mit 988 Mitgliedsgemeinden, in denen 2.011.494 Einwohner lebten, was 16,1 % der Einwohnerzahl Bayerns entsprach. Im Jahr 2017 gab es 311 Verwaltungsgemeinschaften mit 982 Mitgliedsgemeinden (Stand 1. Januar 2017). Nach einem Austritt und einem Eintritt in eine Verwaltungsgemeinschaft ist die Zahl von 311 Verwaltungsgemeinschaften mit 982 Mitgliedsgemeinden zum 1. Juli 2021 unverändert geblieben.

## Struktur
Die Verwaltungsgemeinschaft ist ein Zusammenschluss benachbarter kreisangehöriger Gemeinden unter Aufrechterhaltung der Souveränität der Mitgliedsgemeinden, das heißt die Leitung und die politische Betätigung wird nicht von den Verwaltungsgemeinschaften wahrgenommen. Verwaltungsgemeinschaften erfüllen öffentliche Aufgaben nach Maßgabe des Gesetzes und dienen der Stärkung der Leistungs- und Verwaltungskraft ihrer Mitglieder. Die Verwaltungsgemeinschaft wird durch die Gemeinschaftsversammlung aus Vertretern der Mitgliedsgemeinden (nach Gemeindegröße, mindestens Erster Bürgermeister und ein Gemeinderatsmitglied) geleitet. An ihrer Spitze steht einer der Ersten Bürgermeister als Gemeinschaftsvorsitzender. Die Geschäftsstelle erledigt die laufenden Verwaltungsarbeiten und unterstützt die Gemeinden.

## Aufgaben
Zu den Aufgaben zählen normalerweise alle Aufgaben des übertragenen Wirkungskreises (meist Standesamt, Meldewesen, Pass- und Ausweisbehörde, Fundrecht, Fischereiwesen, Gewerberecht und Sozialangelegenheiten) außer dem Erlass von Satzungen und Verordnungen. Bei den Mitgliedsgemeinden bleiben die Aufgaben des eigenen Wirkungskreises (gemeindliche Entwicklungsplanung, Bauleitplanung, gemeindliche Planungshoheit, Einrichtungen für Kultur, Jugend und Sport, Feuerschutz, Tourismus, Haushalts- und Finanzwesen und Satzungsrecht), wobei die Verwaltungsgemeinschaft als Behörde der Mitgliedsgemeinden agiert und dabei z. B. Geschäfte der laufenden Verwaltung erledigt. Die Aufgaben des eigenen Wirkungskreises werden von den Gemeinden teilweise in den Gemeindekanzleien erledigt.